# BAR来夢来人
『BAR来夢来人』（バーらいむらいと）は、池田文春による日本の漫画作品。『ビジネスジャンプ』（集英社）にて連載されていた。

## 概要
都内にある瀟洒なBAR「来夢来人」。悩みを抱えた客がそこを訪れると、美人の店主・沙羅が特製のカクテルを差し出し、悩みを解決する1話完結型のストーリー。また、同店で見習いバーテンダーとして働き出した榊玉三郎の成長を描いた物語である。毎回不思議な力を持ったカクテルで悩みは解決するが、人物によっては社会的破滅や死亡など不幸な最期を迎えるエピソードも多かった。
作風はオカルトやSFじみたエピソードのほか、当時の社会問題や実在の人物をゲストにしたエピソードもあり、その内容は多岐に及んでいた。本編には定番のカクテルや実在するオリジナルカクテルも登場しており、そのレシピが書かれている。